# 2007
2007 (MMVII) je bilo navadno leto, ki se je po gregorijanskem koledarju začelo na ponedeljek in končalo s ponedeljkom. To leto je bilo izbrano za Mednarodno polarno leto in Mednarodno leto jezikov. V Sloveniji je bilo leto posvečeno Jožetu Plečniku, ob 50-letnici njegove smrti.
Katoliška in evangeličanska velika noč, kot tudi pravoslavna je 8. aprila.

## Letni časi
Začetek letnih časov po UTC:
- pomlad: 21. marec ob 0h07min
- poletje: 21. junij ob 18h 06min
- jesen: 23. september ob 9h51min
- zima: 22. december ob 6h 08min

## Dogodki
Po mesecih: januar 2007 | februar 2007 | marec 2007 | april 2007 | maj 2007 | junij 2007 | julij 2007 | avgust 2007 | september 2007 | oktober 2007 | november 2007 | december 2007
- 1. januar – 
  - Slovenija prevzame evro kot uradno valuto v zameno za slovenski tolar.
  - Bolgarija in Romunija postaneta enakopravni članici Evropske unije.
- 9. januar – podjetje Apple inc. predstavi iPhone.
- 17. januar – divjanje viharja Kyrill po Evropi terja 45 smrtnih žrtev in več milijard evrov gmotne škode.
- 30. januar – podjetje Microsoft izda operacijski sistem Windows Vista in pisarniški paket Microsoft Office 2007.
- 13. februar – Severna Koreja pristane na zaprtje jedrskega reaktorja v Yongbyonu kot prvi korak k opustitvi jedrskih zmogljivosti
- 28. februar – Nasino plovilo New Horizons na poti do Plutona preleti Jupiter.
- 3. marec – Popolni lunin mrk.
- 2. april – Solomonove otoke prizadeneta potres z magnitudo 8,1 in posledični cunami.
- 5. april – križarka M/S Sea Diamond zadene ob čer ob obali grškega otoka Santorini in se naslednji dan potopi.
- 14. april – nekdanji šahovski prvak in politični aktivist Gari Kasparov je zaprt v Moskvi zaradi udeležbe na prepovedanem shodu.
- 16. april – v pokolu na univerzi Virginia Tech v ZDA umre 33 ljudi vključno z napadalcem, 29 je ranjenih.
- 2. julij – konjunkcija Venere in Saturna.
- 1. avgust – 100. obletnica skavtstva.
- 4. avgust – izstrelitev vesoljske sonde Phoenix proti Marsu.
- 25. avgust – v Grčiji razglasijo izredne razmere zaradi katastrofalnih gozdnih požarov.
- 13. september – Burj Dubai po višini preseže CN Tower v Torontu, s čimer postane najvišja prosto stoječa zgradba na svetu.
- 8. oktober – Marion Jones prizna, da se je posluževala dopinga in vrne vseh pet olimpijskih medalj, ki jih je dobila na OI 2000 v Atenah.
- 18. oktober – Benazir Buto se po osmih letih izgnanstva vrne v Pakistan. Še isti večer v spodletelem poskusu atentata nanjo umre 136 ljudi.
- 28. oktober – Cristina Fernández de Kirchner postane prva ženska predsednica Argentine.
- 11. november – v drugem krogu predsedniških volitev v Sloveniji zmaga Danilo Türk.
- 21. december – Češka, Estonija, Latvija, Litva, Madžarska, Malta, Poljska, Slovaška in Slovenija pričnejo izvajati Schengenski sporazum.
- 27. december – bombna eksplozija ubije Benazir Buto in vsaj 20 drugih ljudi na predvolilnem shodu v pakistanskem mestu Rawalpindi.

## Smrti
Glej tudi Kategorija:Umrli leta 2007
- 2. januar – Primož Lorenz, slovenski pianist, glasbeni pedagog (* 1942)
- 24. februar – Ivica Račan, hrvaški politik (* 1944)
- 6. marec – Jean Baudrillard, francoski filozof in sociolog (* 1929)
- 15. marec – Smiljan Rozman, slovenski pisatelj, dramatik, slikar (* 1927)
- 11. april – Kurt Vonnegut ml., ameriški pisatelj, satirik in likovni umetnik (* 1922)
- 23. april – Boris Jelcin, ruski politik, predsednik Ruske federacije (* 1931)
- 24. april – Marko Župančič, slovenski arhitekt, urbanist (* 1914)
- 27. april – Mstislav Rostropovič, ruski violončelist in dirigent (* 1927)
- 8. junij – Richard Rorty, ameriški filozof (* 1931)
- 14. junij – Kurt Waldheim, avstrijski častnik, pravnik, diplomat in politik (* 1918)
- 29. junij – Alojzij Šuštar, slovenski duhovnik, ljubljanski nadškof in metropolit (* 1920)
- 30. julij – Ingmar Bergman, švedski gledališki in filmski režiser (* 1918)
- 31. julij – Mihael Bregant, slovenski literarni zgodovinar, recenzent, literarni kritik (* 1960)
- 18. avgust – Rajko Koritnik, slovenski operni pevec, tenorist (* 1930)
- 6. september – Luciano Pavarotti, italijanski tenorist (* 1935)
- 22. september – Marcel Marceau, francoski pantomimik (* 1923)
- 16. oktober – Toše Proeski, makedonski pevec (*1981)
- 27. oktober – Franci Slak, slovenski filmski, televizijski režiser, scenarist, pedagog in politik (* 1953)
- 27. december – Benazir Buto, pakistanska političarka (* 1953)

## Nobelove nagrade
- Fizika: Albert Fert, Peter Grünberg
- Kemija: Gerhard Ertl
- Fiziologija ali medicina: Mario Capecchi, Oliver Smithies, Sir Martin Evans
- Književnost: Doris Lessing
- Mir: Al Gore in Mednarodna skupina Združenih narodov o podnebnih spremembah (IPCC)
- Ekonomija: Leonid Hurwicz, Eric Maskin, Roger Myerson